# 八字桥乡
八字桥乡，是中华人民共和国福建省三明市尤溪县下辖的一个乡镇级行政单位。

## 行政区划
八字桥乡下辖以下地区：
村头村、洪田村、洪牌村、龙湖村、罗岩村、黄龙村、坑头村、下畲村、后曲村和彭新村。